# Чарний Бур
Чарни-Бур (пол. Czarny Bór, нім. Schwarzwaldau) — село в Польщі, у гміні Чарний Бур Валбжиського повіту Нижньосілезького воєводства.
Населення — 2171 особа (2011).
У 1975-1998 роках село належало до Валбжиського воєводства.

## Демографія
Демографічна структура станом на 31 березня 2011 року:
|          | Загалом | Допрацездатний вік | Працездатний вік | Постпрацездатний вік |
| -------- | ------- | ------------------ | ---------------- | -------------------- |
| Чоловіки | 1078    | 202                | 791              | 85                   |
| Жінки    | 1093    | 212                | 674              | 207                  |
| Разом    | 2171    | 414                | 1465             | 292                  |